# لئوپولد کونیگ
لئوپولد کونیگ (انگلیسی: Leopold König؛ زادهٔ ۱۵ نوامبر ۱۹۸۷) دوچرخه‌سوار اهل جمهوری چک است.
از باشگاه‌هایی که در آن بازی کرده‌است می‌توان به بورا–هانسگروهه و تیم اسکای اشاره کرد.